# St. Laurentius (Rothenberg)

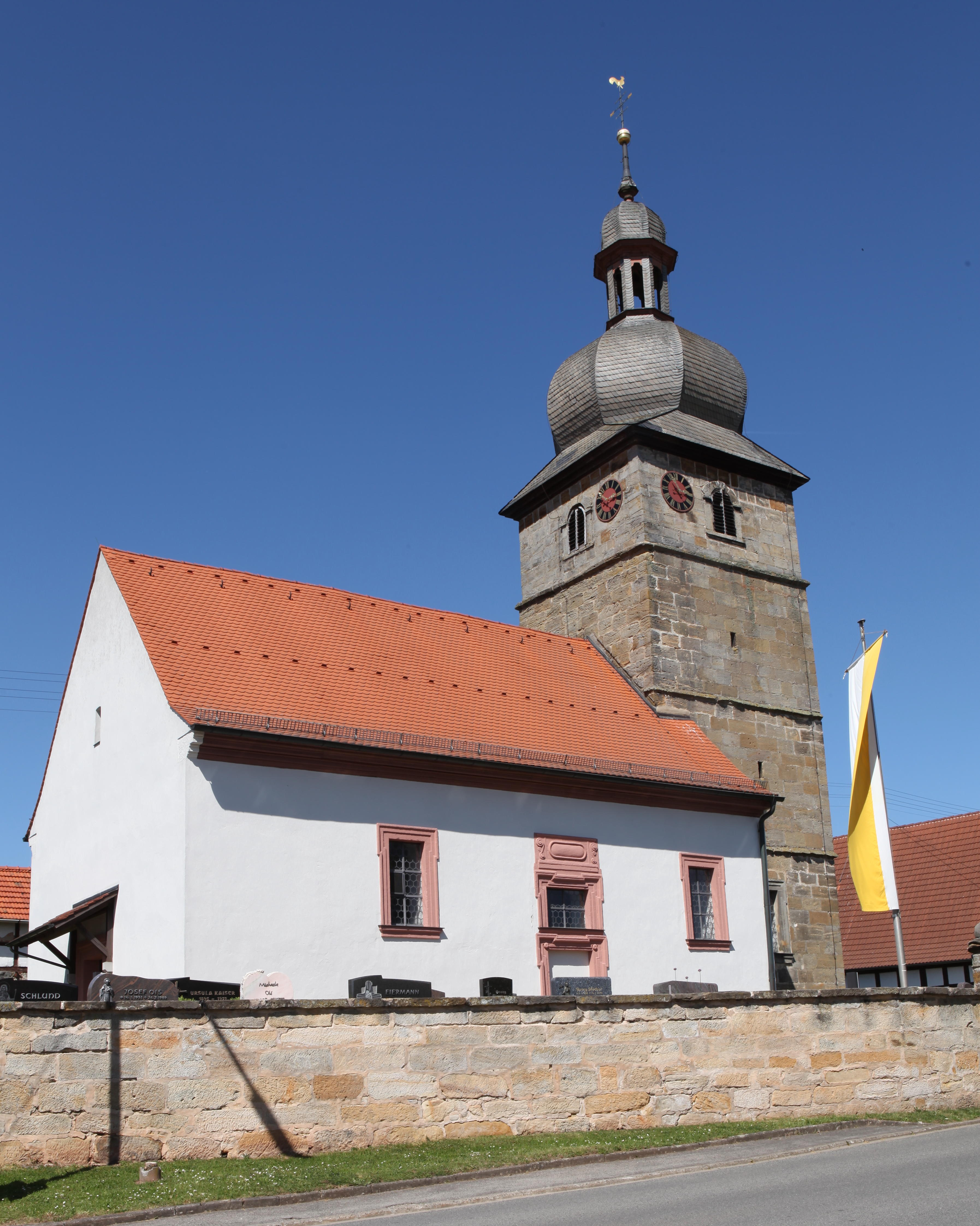
St. Laurentius in Rothenberg

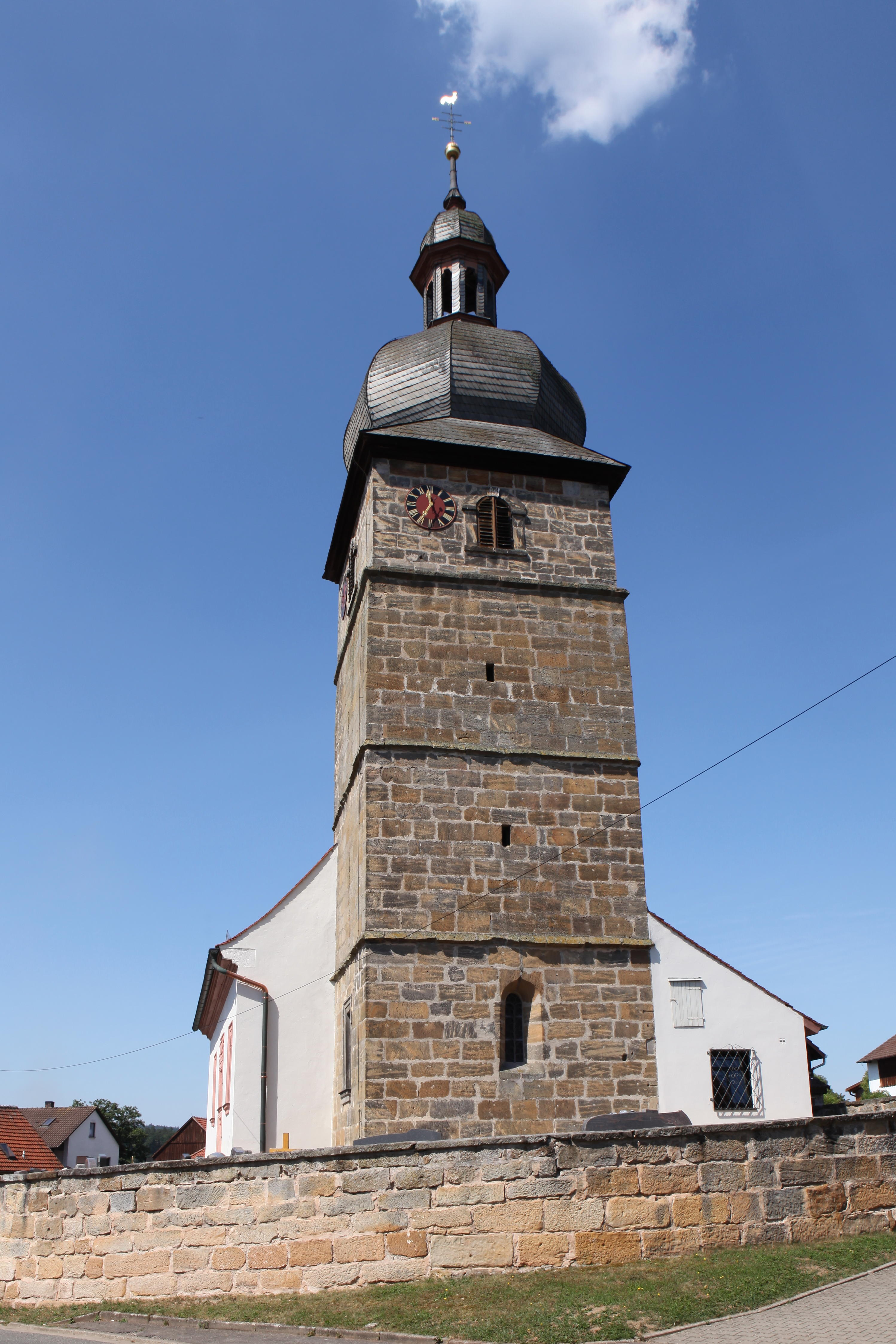
Turmfassade

Die römisch-katholische Filialkirche St. Laurentius im oberfränkischen Rothenberg, einem Ortsteil von Seßlach im Landkreis Coburg, geht auf eine spätmittelalterliche Chorturmanlage zurück.

## Geschichte
Die Laurentiuskirche, seit Jahrhunderten eine Filialkirche der Pfarrei Seßlach, kam 1296 in den Besitz des Klosteramtes Tambach. Von der spätmittelalterlichen Chorturmanlage sind noch die beiden unteren Turmgeschosse mit ihren gotischen Bauelementen erhalten. Sie stammen vermutlich aus der zweiten Hälfte des 15. Jahrhunderts. Ein schlechter Bauzustand, der ab 1669 berichtet wurde, führte nach einer zehnjährigen Sperrung wegen Einsturzgefahr ab 1741 zu einer umfangreichen Sanierung der Chorturmkirche. Dabei wurden am Langhaus die gesamte Nordwand, Teile der westlichen Giebelwand und das Dach erneuert sowie eine neue Empore eingebaut. Der Kirchturm wurde um zwei Mauerwerksgeschosse aufgestockt und mit einem Kuppeldach versehen.
Eine Innenrestaurierung erfolgte 1954. Eine weitere Renovierung wurde 2002 durchgeführt.

## Beschreibung
Die Kirche steht als Dorfmittelpunkt im nördlichen Teil Rothenbergs und ist von einer Friedhofsmauer umzogen, deren nordwestlicher Abschnitt aus spätmittelalterlichen Quadern besteht.
Der im Grundriss quadratische Kirchturm hat im gotischen Sockelgeschoss einen stark eingezogenen Chorraum, der von einer Putzdecke mit einem Stuckrahmen von 1770/71 überspannt wird. In der Deckenmitte befindet sich eine Darstellung der Strahlenglorie mit dem Lamm Gottes, geflügelten Engelsköpfchen und Gewölk. In der Südseite ist ein rechteckiges Fenster mit barocker Profilrahmung, in der Ostseite ein schmales Kielbogenfenster mit einem schmiedeeisernen Sprossenkreuz angeordnet. Nordseitig ist der Zugang zur modernen Sakristei angeordnet. Die Fassade besteht aus unverputzten Sandsteinquadern und ist durch Gesimse zwischen den vier Geschossen gegliedert. Die beiden mittleren Zwischengeschosse haben kleine Schlitzöffnungen. Das Glockengeschoss hat oben ein profiliertes, hölzernes Traufgesims und ist durch allseitige rundbogige Schallöffnungen mit Kämpfer- und Scheitelsteinen gekennzeichnet. Den oberen Abschluss bildet eine achteckige, schiefergedeckte Haube mit einer rundbogigen, offenen Laterne, gefolgt von Spitze, Knauf, dreiarmigem Kreuz und Wetterfahne.
Ein einspringender, runder Chorbogen aus unverputzten Sandsteinquadern mit profilierten Kämpfern und einem Scheitelstein verbindet den Chor mit dem barocken Langhaus.
Das barocke Langhaus ist ein Saalbau mit drei Fensterachsen, der von einer verputzen Flachdecke mit einer Hohlkehle überspannt wird. Ein großer Längsovalrahmen aus Stuck und vier runde Rahmenfelder in den Ecken verzieren die Decke. Die Nordseite des Langhauses hat drei Rechteckfenster, die Südseite zwei und zusätzlich in der Mittelachse den inzwischen geschlossenen Eingang mit einem querrechteckigen Oberlicht. Der Zugang befindet sich in der Westseite, über dem die hölzerne Orgelempore angeordnet ist. Die Empore ruht auf einem kräftigen, profilierten Unterzug, der von zwei gebauchten und profilierten Vierkantsäulen getragen wird. Die gefelderte Brüstung ist geradlinig ausgebildet. Die Fassade besteht aus verputztem Quader- und Brockenmauerwerk. Profilierte und geohrte Rahmungen an Türen und Fenstern sowie ein Rahmenfeld mit einer gewölbten Füllung über dem Oberlicht des ehemaligen Südeingangs, jeweils aus Sandstein, gliedern die Fassade. Den oberen Abschluss bildet ein profiliertes hölzernes Traufgesims unter einem Satteldach mit einer Ziegeldeckung.

## Ausstattung

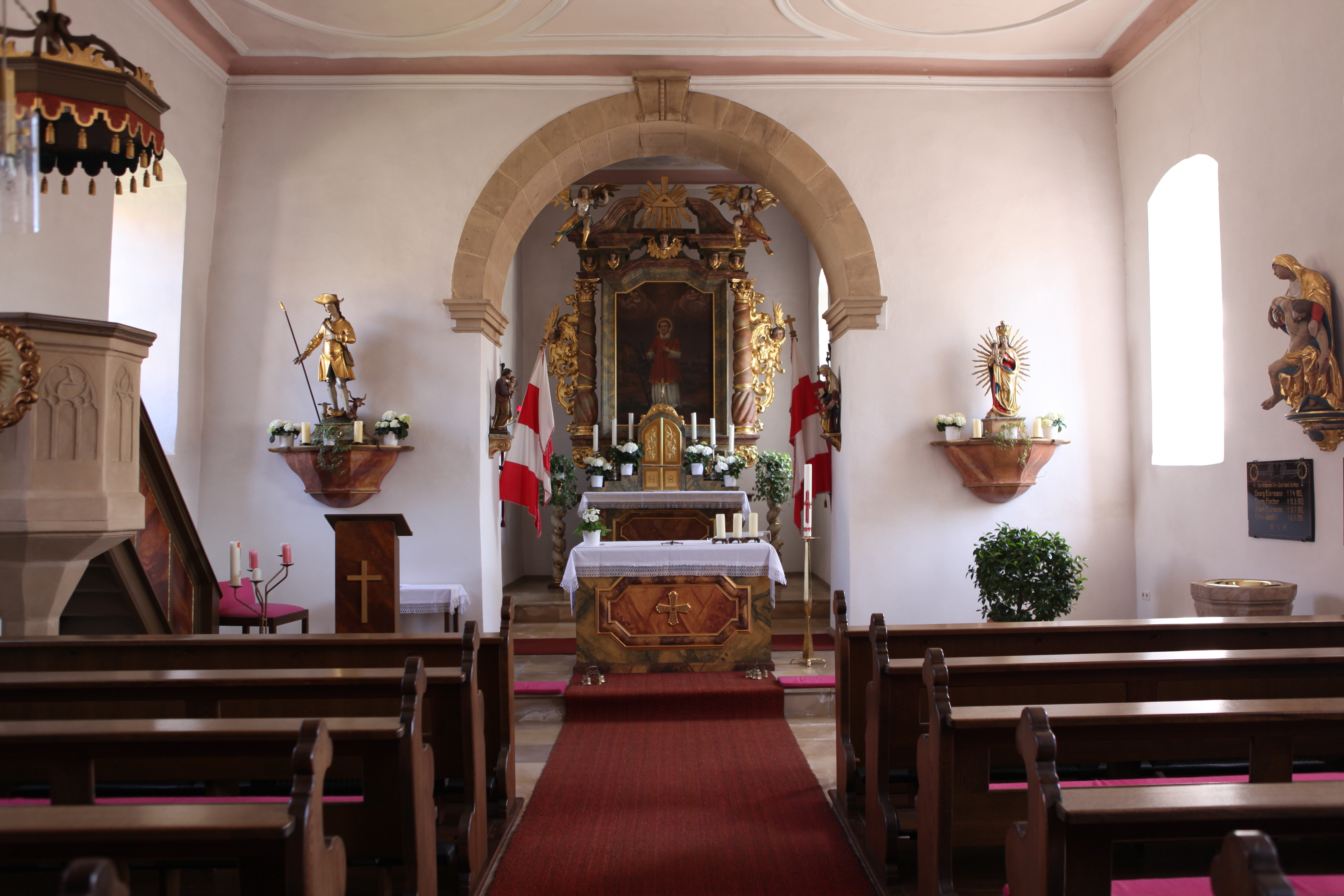
Altarraum

Der Hochaltar entstand um 1700. Er besteht aus einem Sandsteinstipes mit einfacher Holzverkleidung. Darauf steht ein neubarocker Tabernakel. Der hölzerne Aufbau besteht zwei gewundenen korinthischen Säulen, die seitlich mit Akanthuswangen mit geflügelten Engelsköpfchen verziert sind. Den oberen Abschluss bilden waagrechte, verkröpfte Gebälksstücke und geschwungene Giebelschenkel, die durch sitzende Engel geschmückt sind. Das Altarbild, ein Ölbild auf Leinwand, zeigt den heiligen Laurentius. Als Bekrönung ist das Auge Gottes in Strahlenglorie vorhanden.
Links vom Chorbogen befindet sich auf einem Sockel eine Holzfigur des heiligen Wendelin aus dem späten 18. Jahrhundert. Rechts ist die stehende Holzplastik der Muttergottes mit Strahlenkranz auf einem Sockel vorhanden. Früher stand die ehemalige Prozessionsfigur, wohl aus dem 18. Jahrhundert stammend, dort auf einem Seitenaltar aus dem ersten Viertel des 18. Jahrhunderts der aus Autenhausen stammte.
Die Kanzel aus Sandstein an der linken Seitenwand wird auf das 16. oder frühe 17. Jahrhundert datiert. Sie hat einen achtseitigen Korb, der auf einer vierkantigen, oben ins Achteck übergeführten Säule ruht. Der nachbarocke, hölzerne Schalldeckel ist aus dem 19. Jahrhundert.
Der Taufstein besteht aus einem Stück Sandstein und trägt die Jahreszahl 1624. Der Fuß hat einen quadratischen Profilsockel, der ins Achteck übergeführt, mit einem Wulstring in die steile, kelchförmige Cuppa übergeht.
In der Sakramentsnische befindet sich ein rechteckiges Sandsteingehäuse mit einem halbkreisförmigem, gekehltem Aufsatz. Es stammt vermutlich aus dem 16. oder frühen 17. Jahrhundert. Das schmiedeeiserne Türchen mit Rautenbandgitter und fünf Rosetten wird auf das 17./18. Jahrhundert datiert.
Eine Holzfigur der heiligen Anna, um 1700 entstanden, befindet sich am rechten Chorbogen, eine Pieta aus dem Anfang des 18. Jahrhunderts an der rechten Kirchenwand.

## Orgel
Im Jahr 1887 erbaute der Eichstätter Orgelbauer Joseph Bittner eine neue Orgel auf der Westempore mit sechs Registern auf einem Manual und Pedal. Später ersetzte ein Harmonium das Instrument. Im Jahr 2006 stellte die Bamberger Orgelbauwerkstätte Thomas Eichfelder eine neue Orgel mit acht Registern auf einem Manual und Pedal auf.